# Isabel Díaz Ayuso
Isabel Díaz Ayuso   (Madrid, 17 d'octubre de 1978) és una política espanyola del Partit Popular especialitzada en comunicació política. Des del 2019, exerceix com a presidenta de la Comunitat de Madrid.

## Biografia
Nascuda a Madrid el 17 d'octubre de 1978, es va llicenciar en Periodisme a la Universitat Complutense de Madrid. També té un Máster en Comunicació Política i Protocol.
Candidata en el lloc número 74 de la llista del PP a les eleccions a l'Assemblea de Madrid de 2011, no va resultar escollida diputada. No obstant això, va obtenir l'acta de parlamentària el 15 de juliol de 2011 després de la renúncia d'Engracia Hidalgo.
Va renovar el seu escó a la desena legislatura quan va ser escollida en les eleccions autonòmiques de 2015. Destacada per la seva forta presència en xarxes socials, va ser designada per Cristina Cifuentes portaveu adjunta del Grup Parlamentari Popular al parlament regional.
Al setembre de 2017, com a conseqüència d'una remodelació del govern regional, va ser nomenada viceconsellera de Presidència i Justícia de la Comunitat de Madrid, abandonant el seu escó de la desena legislatura de l'Assemblea.
El gener de 2019 es va conèixer la decisió personal de Casado de seleccionar Díaz Ayuso com a candidata del PP a la presidència de la Comunitat de Madrid. La candidatura del PP va obtenir 30 escons a les eleccions, darrere dels 37 de la candidatura del PSOE, la llista més votada.

### Presidència de la Comunitat de Madrid
Proposada com a candidata a la Presidència de la Comunitat de Madrid pel president de l'Assemblea de Madrid Juan Trinidad, que havia impedit anteriorment una sessió d'investidura d'Ángel Gabilondo programant una sessió d'investidura sense candidat al juliol de 2019, Díaz Ayuso va ser investida com a presidenta del govern regional el 14 d'agost, amb 68 vots a favor (corresponents als diputats dels grups parlamentaris Popular, de Ciutadans i Vox) i 64 en contra (corresponents als diputats dels grups parlamentaris Socialista, Més Madrid i Unidas Podemos Izquierda Unida Madrid en Pie), formant un govern de coalició amb Ciutadans.
Durant la seva presidència, en la Pandèmia per coronavirus de 2019-2020, la Comunitat de Madrid es va convertir en setembre de 2020 en la regió europea amb major nombre de casos en relació als seus habitants, i es considera que 7.291 persones grans que vivien en residències van morir donats els protocols que impedien el seu trasllat a hospitals. Va rebre les crítiques de la fundació Gasol entre d'altres, quan va fer substituir els àpats destinats als infants de famílies vulnerables per menjar ràpid, decisió que es va revertir dos mesos després.
Encoratjada la seva pujada en intenció de vot després de la crisi del coronavirus i la caiguda de Ciutadans, el 10 de març de 2021 va dissoldre l'Assemblea de Madrid i va convocar eleccions anticipades després de l'inesperat anunci del Partit Socialista Obrer Espanyol (PSOE) i Ciutadans (Cs) de presentar mocions de censura contra el Partit Popular a la regió i a l'ajuntament de Múrcia. El PP, encapçalat per Díaz Ayuso va arrasar a la Comunitat de Madrid doblant els seus escons i superant el bloc de l'esquerra, i va prendre possessió de nou en 19 de juny de 2021, gràcies als vots del seu partit i als de Vox.
Fruit d'una polèmica amb Díaz Ayuso, el president del Partit Popular Pablo Casado va renunciar a continuar dirigint el partit i el 2 d'abril del 2022 Alberto Núñez Feijóo va ser proclamat President del Partit Popular al XX Congrés Nacional Extraordinari que va tenir lloc a la ciutat de Sevilla.
A les eleccions a l'Assemblea de Madrid de 2023 va revalidar la presidència amb el 47% dels vots, que li va permetre governar en solitari per la caiguda de Vox i la desaparició d'Unidas Podemos i Ciutadans.

## Posicions
Crítica amb l'esquerra, manté una clara estratègia de confrontació i provocació, i ha declarat que «una dictadura encoberta encapçalada per Podem dona ales a tot el pitjor que té aquest país, ja sigui Catalunya, País Basc, Navarra, València i allà on abans no hi havia problemes». Amb un perfil de dreta dura, va declarar estar «al costat de Vox, no davant».
L'abril de 2018 va manifestar la seva indignació perquè «gent sense títols» parlés del cas del màster de Cristina Cifuentes.
L'abril de 2019 va reivindicar els embussos nocturns com una «senyal d'identitat» de la ciutat de Madrid, lamentant la seva desaparició amb la posada en funcionament de Madrid Central.
Ha proposat que «el concebut no nascut» sigui considerat com un membre de la unitat familiar a l'hora de sol·licitar plaça escolar o tramitar el títol de família nombrosa.